# Jussi Jokinen
Jussi Jokinen (Finnország, Kalajoki, 1983. április 1. –) finn profi jégkorongozó. A szétlövések során felállított egy új liga csúcsot, mely kilenc egymás után belőtt gól volt a 2005–2006-os NHL-szezon során. Nem rokona a szintén NHL-es Olli Jokinennek.

## Pályafutása
Komolyabb junior karrierjét a finn Kärpät junior tagozatában kezdte 1999-ben. 2001-ben már bemutatkozott a felnőtt csapatban és a finn elsőosztályban és szinte az egész idényben már a nagy csapattal volt, de ebben az évben még két mérkőzésen játszott a juniorok között. A 2001-es NHL-drafton a Dallas Stars választotta ki a hatodik kör 192. helyén. A Kärpät csapatában 2005-ig szerepelt és ezután átkerült a tengeren túlra. A 2005–2006-os szezonban rögtön bemutatkozott az NHL-ben a Dallasban. Újonc éve nagyon jól sikerült és játszott a YoungStars Gálán is valamint felállított egy NHL-rekordot ami a legtöbb egymást követő büntető belövést illeti: kilenc büntetőt értékesített egymás után. A tizediket a San Jose Sharks kapusa Jevgenyij Nabokov védte ki. 
A következő két idényben a pontokban mért teljesítménye csak romlott így a 2007–2008-as szezon közben egy nagyobb csere révén a Tampa Bay Lightninghoz került. A Tampában csak 66 mérkőzésen lépett jégre mert a következő idényben a Carolina Hurricaneshoz került szintén egy csere révén. A 2009-es rájátszásban egy újabb NHL-rekordot mondhatott magának: ekkor a New Jersey Devils ellen a negyedik mérkőzésen 3-3-as állásnál lőtte az NHL legkésőbb szerzett győztes gólját rendes játékidőn belül ami 0.2 századot jelentett. 2009. június 29-én egy kétéves szerződést írt alá a carolinai csapattal így a 2009–2010-es bajnoki évet a Carolinában kezdte. Ez az idény élete legjobbja volt: 30 gólt ütött és 35 gólpasszt adott. Ezek mellett nyolc győztes shootout gólt is ütött a 25 shootout gólból. Ám a csapat így sem jutott be a rájátszásba mert a szezon közben a sok sérült miatt nagyon gyengén ment a csapatnak. A 2010–2011-es évadot szintén Carolinában játszotta. A teljesítménye gyengébb volt az előző évhez képest. Csak 52 pont. A rájátszásba ismét nem jutott be a csapat.

## Nemzetközi szereplés
Élete első válogatottbeli tornája a 2001-es U18-as jégkorong-világbajnokság volt. A 2002-es és a 2003-as U20-as jégkorong-világbajnokságról egy-egy bronzéremmel térhetett haza. 2005-ben játszhatott először a nagyválogatottban világbajnokságon. A 2006-os téli olimpián a svédek ellen a döntőben vereséget szenvedtek a finnek így ezüstéremmel térhetett haza. A 2006-os és a 2008-as világbajnokságon szintén egy-egy bronzérmet szerzett a csapattal. A 2010-es jégkorong-világbajnokságon a negyeddöntőig jutottak. Ott a csehek állították meg őket. A 2014-es téli olimpián bronzérmet szerzett a csapattal. A 2015-ös világbajnokságon csak a 6. helyen végeztek.

## Díjai
- U20-as világbajnoki bronzérem: 2002, 2003
- Világbajnoki bronzérem: 2006, 2008
- Olimpiai ezüstérem: 2006
- Olimpiai bronzérem: 2014
- SM-liiga bajnok: 2004, 2005,
- SM-liiga 2. hely: 2003

## Karrier statisztika
| 2001–2002            | Kärpät               | SM-liiga             | 54  | 10  | 6   | 16  | 38  | 4  | 1  | 0  | 1  | 0  |
| 2002–2003            | Kärpät               | SM-liiga             | 51  | 14  | 23  | 37  | 10  | 15 | 2  | 1  | 3  | 33 |
| 2003–2004            | Kärpät               | SM-liiga             | 55  | 15  | 23  | 38  | 20  | 15 | 3  | 4  | 7  | 6  |
| 2004–2005            | Kärpät               | SM-liiga             | 56  | 23  | 24  | 47  | 24  | 12 | 3  | 4  | 7  | 2  |
| 2005–2006            | Dallas Stars         | NHL                  | 81  | 17  | 38  | 55  | 30  | 5  | 2  | 1  | 3  | 0  |
| 2006–2007            | Dallas Stars         | NHL                  | 82  | 14  | 34  | 48  | 18  | 4  | 0  | 1  | 1  | 0  |
| 2007–2008            | Dallas Stars         | NHL                  | 52  | 14  | 14  | 28  | 14  | —  | —  | —  | —  | —  |
| 2007–2008            | Tampa Bay Lightning  | NHL                  | 20  | 2   | 12  | 14  | 4   | —  | —  | —  | —  | —  |
| 2008–2009            | Tampa Bay Lightning  | NHL                  | 46  | 6   | 10  | 16  | 16  | —  | —  | —  | —  | —  |
| 2008–2009            | Carolina Hurricanes  | NHL                  | 25  | 1   | 10  | 11  | 12  | 18 | 7  | 4  | 11 | 2  |
| 2009–2010            | Carolina Hurricanes  | NHL                  | 81  | 30  | 35  | 65  | 36  | —  | —  | —  | —  | —  |
| 2010–2011            | Carolina Hurricanes  | NHL                  | 70  | 19  | 33  | 52  | 24  | —  | —  | —  | —  | —  |
| 2011–2012            | Carolina Hurricanes  | NHL                  | 79  | 12  | 34  | 46  | 54  | —  | —  | —  | —  | —  |
| 2012–2013            | Kärpät               | SM-l                 | 21  | 7   | 14  | 21  | 10  | —  | —  | —  | —  | —  |
| 2012–2013            | Carolina Hurricanes  | NHL                  | 33  | 6   | 5   | 11  | 18  | —  | —  | —  | —  | —  |
| 2012–2013            | Pittsburgh Penguins  | NHL                  | 10  | 7   | 4   | 11  | 6   | 8  | 0  | 3  | 3  | 4  |
| 2013–2014            | Pittsburgh Penguins  | NHL                  | 81  | 21  | 36  | 57  | 18  | 13 | 7  | 3  | 10 | 10 |
| 2014–2015            | Florida Panthers     | NHL                  | 81  | 8   | 36  | 44  | 34  | —  | —  | —  | —  | —  |
| NHL-összesített      | NHL-összesített      | NHL-összesített      | 741 | 157 | 301 | 458 | 284 | 48 | 16 | 12 | 28 | 16 |
| SM-liiga összesített | SM-liiga összesített | SM-liiga összesített | 237 | 69  | 90  | 159 | 102 | 46 | 9  | 9  | 18 | 41 |

## Nemzetközi statisztika
| Év                  | Csapat              | Esemény               | Eredmény            | MSz | G  | A  | P  | B  |
| ------------------- | ------------------- | --------------------- | ------------------- | --- | -- | -- | -- | -- |
| 2000                | Finnország          | U17-es bajnokság      | 9. hely             | 3   | 1  | 3  | 4  | 4  |
| 2001                | Finnország          | U18-as világbajnokság | Bronzérem           | 6   | 2  | 0  | 2  | 2  |
| 2002                | Finnország          | U20-as világbajnokság | Bronzérem           | 7   | 2  | 6  | 8  | 2  |
| 2003                | Finnország          | U20-as világbajnokság | Bronzérem           | 7   | 6  | 2  | 8  | 2  |
| 2005                | Finnország          | Világbajnokság        | 7. hely             | 7   | 0  | 1  | 1  | 2  |
| 2006                | Finnország          | Olimpia               | Ezüst               | 8   | 1  | 3  | 4  | 2  |
| 2006                | Finnország          | Világbajnokság        | Bronzérem           | 9   | 2  | 6  | 8  | 2  |
| 2008                | Finnország          | Világbajnokság        | Bronzérem           | 9   | 1  | 3  | 4  | 4  |
| 2010                | Finnország          | Világbajnokság        | 6. hely             | 7   | 2  | 1  | 3  | 20 |
| 2012                | Finnország          | Világbajnokság        | 4. hely             | 10  | 5  | 4  | 9  | 8  |
| 2014                | Finnország          | Olimpia               | Bronz               | 6   | 2  | 3  | 5  | 0  |
| 2015                | Finnország          | Világbajnokság        | 6. hely             | 8   | 3  | 8  | 11 | 0  |
| Felnőtt Összesített | Felnőtt Összesített | Felnőtt Összesített   | Felnőtt Összesített | 62  | 16 | 29 | 45 | 38 |